# Bulgariopsis
Bulgariopsis is een geslacht van schimmels uit de orde Helotiales. De familie is nog niet met zeker bepaalt (incertae sedis). De typesoort is Bulgariopsis moelleriana.

## Soorten
Volgens Index Fungorum telt dit geslacht drie soorten (peildatum februari 2022):
| Soortnaam                | Auteur(s) | Publicatiejaar |
| ------------------------ | --------- | -------------- |
| Bulgariopsis moelleriana | Henn.     | 1902           |
| Bulgariopsis scutellata  | Henn.     | 1902           |
| Bulgariopsis viridiflava | Henn.     | 1902           |